# 2. slovenská fotbalová liga 1996/1997
V soubojích 4. ročníku 2. slovenské fotbalové ligy 1996/97 se utkalo 18 týmů dvoukolovým systémem podzim – jaro.
Po reorganizaci nejvyšší soutěže startovalo v tomhle ročníku druhé ligy celkem 18 družstev. Nováčky soutěže se staly čtyři vítězové regionálních skupin 3. ligy – FK VTJ Koba Senec, FC Agro Hurbanovo, FK NCHZ Nováky a ŠK Slovmag Jelšava. Z druhých míst postoupily přímo FKM Nové Zámky, ŠK ZŤS VTJ Martin a přes baráž FK Bukóza Vranov nad Topľou.
Vítězem a zároveň i postupujícím se stal tým MŠK SCP Ružomberok, z druhého místa postoupil tým FK Ozeta Dukla Trenčín. Do 3. ligy sestoupily poslední čtyři mužstva tabulky – FC EX-Hlásnik Vráble, FC Agro Hurbanovo, ŠKP Bratislava a FKM Nové Zámky. Po sezóně byl sloučen klub FC Tatran Devín se sestupujícím ŠKP Bratislava, v následujícím ročníku působily oba kluby pod názvem ŠKP Devín.

## Konečná tabulka
| Poř. | Tým                         | Z  | V  | R | P  | VG | OG | B  |
| ---- | --------------------------- | -- | -- | - | -- | -- | -- | -- |
| 1.   | MŠK SCP Ružomberok          | 34 | 25 | 3 | 6  | 78 | 19 | 78 |
| 2.   | FK Ozeta Dukla Trenčín      | 34 | 24 | 2 | 8  | 68 | 30 | 74 |
| 3.   | FC Tatran Devín             | 34 | 21 | 7 | 6  | 67 | 30 | 70 |
| 4.   | ŠK Slovmag Jelšava          | 34 | 20 | 5 | 9  | 51 | 22 | 65 |
| 5.   | ŠK Matador Púchov           | 34 | 19 | 4 | 11 | 59 | 43 | 61 |
| 6.   | FK Slavoj Deva Trebišov     | 34 | 17 | 5 | 12 | 52 | 45 | 56 |
| 7.   | FK NCHZ Nováky              | 34 | 14 | 9 | 11 | 43 | 32 | 51 |
| 8.   | PFK Piešťany                | 34 | 15 | 5 | 14 | 43 | 49 | 50 |
| 9.   | FK VTJ Koba Senec           | 34 | 13 | 9 | 12 | 41 | 43 | 48 |
| 10.  | FK Bukóza Vranov nad Topľou | 34 | 14 | 8 | 12 | 54 | 39 | 47 |
| 11.  | TJ ŠM Kohucsi Gabčíkovo     | 34 | 13 | 8 | 13 | 47 | 41 | 47 |
| 12.  | FK Slovan Levice            | 34 | 12 | 5 | 17 | 47 | 58 | 41 |
| 13.  | ŠK ZŤS VTJ Martin           | 34 | 10 | 9 | 15 | 37 | 49 | 39 |
| 14.  | ŠK Tesla Stropkov           | 34 | 10 | 6 | 18 | 35 | 50 | 36 |
| 15.  | FC EX-Hlásnik Vráble        | 34 | 8  | 6 | 20 | 27 | 69 | 30 |
| 16.  | FC Agro Hurbanovo           | 34 | 9  | 1 | 24 | 33 | 78 | 28 |
| 17.  | ŠKP Bratislava              | 34 | 6  | 6 | 22 | 27 | 52 | 24 |
| 18.  | FKM Nové Zámky              | 34 | 7  | 0 | 27 | 29 | 89 | 21 |

Poznámky
- Vranovu nad Topľou byly odečteny tři body za inzultaci rozhodčího při zápase s klubem FC Tatran Devín.
- Z = Odehrané zápasy; V = Vítězství; R = Remízy; P = Prohry; VG = Vstřelené góly; OG = Obdržené góly; B = Body

|  | postup do Mars superligy 1997/98 |
|  | sestup do 3. ligy 1997/98        |